# Géranium de Madère
Geranium maderense
Espèce
Classification phylogénétique
Statut de conservation UICN

 CR D : 
En danger critique
Le Géranium de Madère (Geranium maderense) est une espèce végétale de la famille des Geraniaceae.

## Description

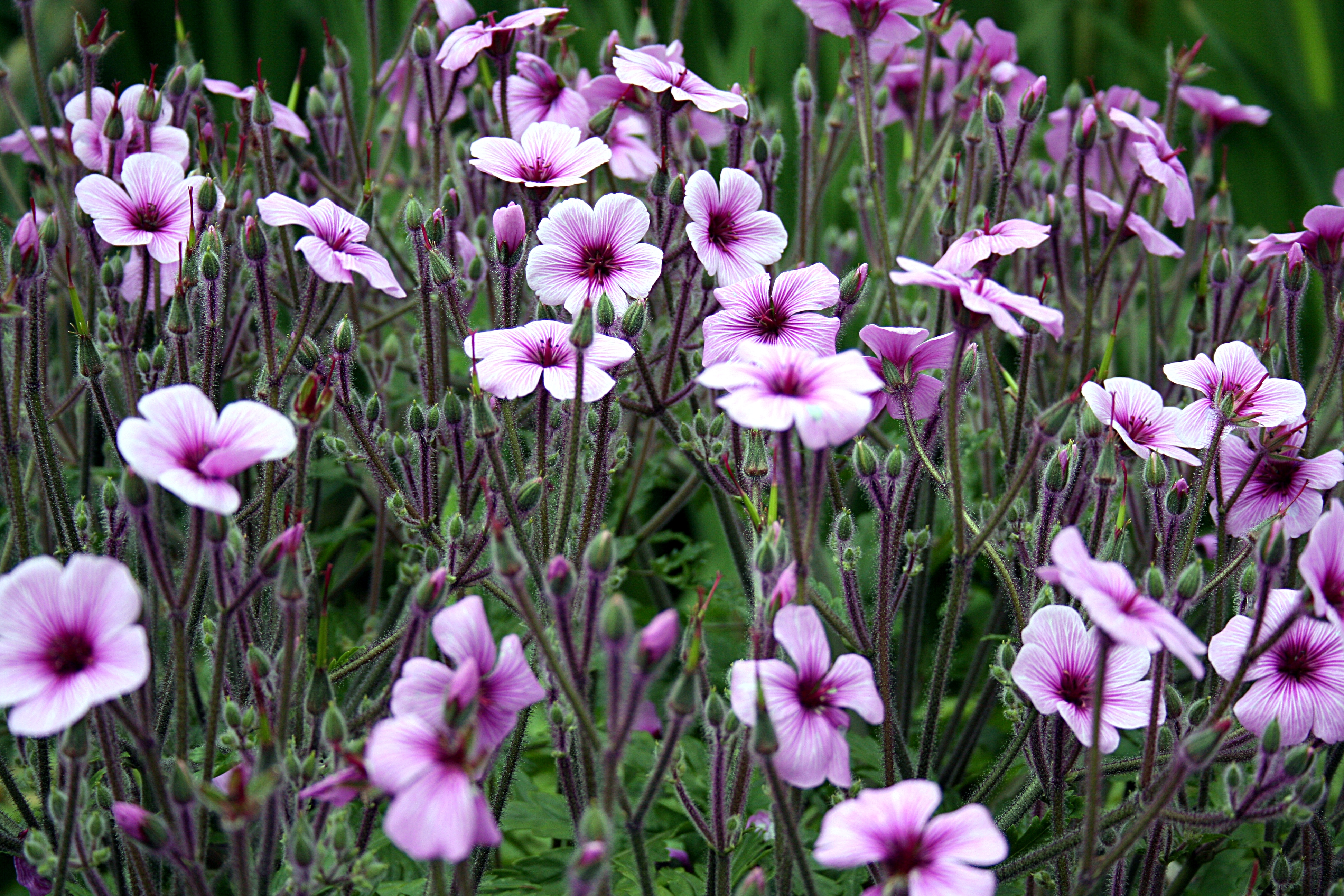
Geranium maderense au "Jardins du Palheiro" à Madère

Ce géranium vivace est une grande plante pouvant atteindre entre 120 et 150 cm de hauteur et de largeur.
Ses feuilles découpées sont persistantes et il se couvre de petites fleurs roses.

## Habitat
Geranium maderense était endémique de Madère où les populations sauvages semblent avoir disparu. Il est visible au conservatoire botanique national de Brest.
En France il est à nouveau déclaré présent dans le département des Côtes-d'Armor.
L'espèce est sympatrique avec une autre espèce proche, également endémique de Madère : Geranium palmatum.